# 무샤강

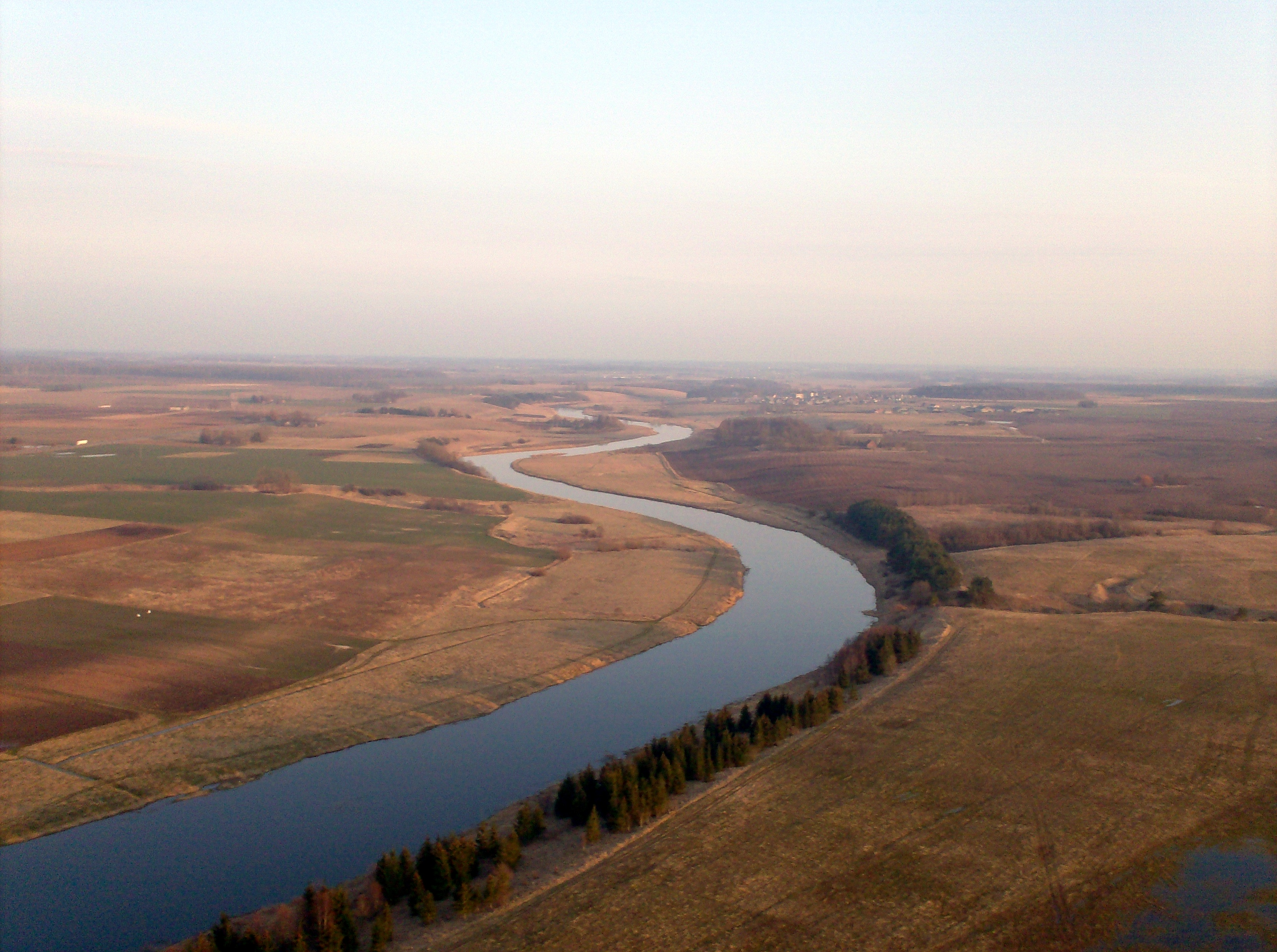
리투아니아를 흐르는 무샤강

무샤강(리투아니아어: Mūša) 또는 무사강(라트비아어: Mūsa)은 라트비아 남부, 리투아니아 북부에 위치한 강으로 길이는 164 km, 유역 면적은 5,318 km2이다.
강의 전체 길이인 164 km 가운데 146 km는 리투아니아 방향으로, 18 km는 라트비아 방향으로 흐른다. 리투아니아 요니슈키스구(Joniškis)에서 발원하며 라트비아 바우스카 인근에서 네무넬리스강(메멜레강)과 함께 리엘루페강으로 합류한다.